# Stobiecko Miejskie (gmina)
Stobiecko Miejskie – dawna gmina wiejska istniejąca w latach 1915–1919  w Generalnym Gubernatorstwie Lubelskim pod okupacją austriacko-węgierską Królestwa Polskiego. Siedzibą władz gminy było Stobiecko Miejskie.
Gmina Stobiecko Miejskie powstała w związku z przemianowaniem gminy Radomsk(o) w powiecie radomszczańskim na gmina Stobiecko Miejskie. 
W 1916 roku gmina liczyła 7645 mieszkańców.
Gminę zniesiono w marcu 1919 roku, w związku z unieważnieniem zmian w podziale administracyjnym Królestwa Polskiego wprowadzonych przez okupantów, przywracając tym samym gminy Radomsk(o) w jej oryginalnych granicach.